# Ina Tenga
Ina Tenga († 1683) soll eine Herrscherin auf der südostasiatischen Insel Sawu gewesen sein.
Die Insel Sawu war zur damaligen Zeit in fünf Herrschaftsgebiete aufgeteilt. Seba, an der Nordküste sollte später das führende Reich auf der Insel werden. Die ersten Kontakte mit der Niederländischen Ostindienkompanie (VOC) fanden 1648 statt. Sie fanden in Seba einen Verbündeten.
Ina Tenga soll Seba als „Fürstin“ (niederländisch Vorstin) bereits vor 1682 bis zu ihrem Tode 1683 regiert haben. Laut Berichten der VOC folgte ihr der Sohn eines Bruders auf den Thron, was schließen lässt, dass Ina Tenga keine Witwe war, die als Regentin für einen minderjährigen Sohn fungierte. Teilweise sehr detaillierte Berichte beschreiben sie als geehrte, aber nicht besonders aktive Anführerin. Mangels einer lokalen Schrift gibt es keine gesicherten, einheimische Berichte über Ina Tenga. Allerdings berichten Legenden ausführlich von einer „Dame von Seba“ namens Ga Lena, die mit den Niederländern zusammen gegen den Rivalen Dimu (Timu) kämpfte. Tatsächlich gab es 1676 einen solchen Feldzug. Allerdings wird Ga Lena nicht als weibliche Monarchin beschrieben und auch der Name ist ein anderer, als in den historischen Berichten der Niederländer. In den mündlich überlieferten Stammbäumen der Seba findet sich tatsächlich eine Ina Tenga, doch soll sie die Gemahlin des Herrschers gewesen sein, der mutmaßlich der Vater der historischen Ina Tenga war.